# Махалакадева
Махалакадева — останній незалежний правитель Малави з династії Парамара.

## Життєпис
Син Джаявармана II. Посів трон після брата Бходжи II, який помер або був повалений прадханом (першим міністром) Гогадевою. Останній зберіг фактичну владу і надалі.
1305 року війська Делійського султанату вдерлися до Малави, завдавши поразки Гогадеві, що загинув у битві. Махалакадева зберіг частину володінь,  отаборившись в фортеці Манду. Айн аль-Мульк Мултані, призначений валі Малави, атакував війська Парамари, захопив Манду 24 листопада 1305 року. Під час штурму Махалакадева загинув. Династія Парамара припинила своє існування.